# Аксамс
Аксамс (нім. Axams) — громада округу Інсбрук-Ланд у землі Тіроль, Австрія.
Аксамс лежить на висоті  874 м над рівнем моря і займає площу  22,2 км². Громада налічує 5589 мешканців. 
Густота населення 252/км².  
Громада Аксамс розташована на віддалі приблизно 10 км від Інсбрука. Крім основного селища до неї входить ще декілька дрібніших поселень. 
|                                 |
| Аксамс на мапі округу та землі. |

 Адреса управління громади: Sylvester-Jordan-Straße 12, 6094 Axams. 

## Демографія
Історична динаміка населення міста за даними сайту Statistik Austria

## Виноски
1. ↑  Dauersiedlungsraum der Gemeinden Politischen Bezirke und Bundesländer - Gebietsstand 1.1.2018 — Статистичне управління Австрії.
2. ↑  https://www.statistik.at/web_de/klassifikationen/regionale_gliederungen/gemeinden/index.html
3. ↑  https://www.statistik.at/blickgem/pr1/g70304.pdf
4. ↑  www.axams.tirol.gv.at. Архів оригіналу за 11 квітня 2022. Процитовано 22 травня 2022.
5. ↑  Gemeindedaten von Axams. Архів оригіналу за 27 квітня 2021. Процитовано 16 липня 2013.

| Австрія | Це незавершена стаття з географії Австрії. Ви можете допомогти проєкту, виправивши або дописавши її. |